# هربرت جون ويبر
هربرت جون ويبر (بالإنجليزية: Herbert John Webber)‏ هو عالم وظائف الأعضاء وعالم نبات أمريكي، ولد في 27 ديسمبر 1865 في لاوتون في الولايات المتحدة، وتوفي في 18 يناير 1946 في ريفرسايد في الولايات المتحدة.